# Biantes magar
Biantes magar is een hooiwagen uit de familie Biantidae. De wetenschappelijke naam van Biantes magar gaat terug op J. Martens.